# Бьюгстад, Ник
Ник Бьюгстад (англ. Nick Bjugstad; род. 17 июля 1992, Блейн) — американский хоккеист, нападающий клуба «Сент-Луис Блюз» и сборной США по хоккею.

## Карьера

### Клубная
На студенческом уровне в течение трёх лет играл за команду «Миннесота Голден Гоферс», представляющую Миннесотский университет; при этом он дважды включался в команду WCHA.
3 апреля 2013 года Бьюгстад подписал трёхлетний контракт новичка с клубом «Флорида Пантерз». По итогам сезона 2013/14 он стал лидером команды по набранным очкам и третьим бомбардиром команды, в результате чего 31 декабря 2014 года подписал с клубом новый шестилетний контракт.
6 марта 2018 года в матче против «Тампы-Бэй Лайтнинг» оформил первый в карьере хет-трик; матч закончился поражением «пантер» в овертайме со счётом 5:4.
1 февраля 2019 года вошёл в число игроков по обмену в «Питтсбург Пингвинз». Отыграв полтора сезона за «пингвинов», 11 сентября 2020 года он был обменян в «Миннесоту Уайлд».
5 июля 2021 года продлил контракт с клубом на один год.
По окончании сезона, став свободным агентом 13 июля 2022 года подписал однолетний контракт с клубом «Аризона Койотис».
3 марта 2023 года был обменян вместе с защитником Кэмом Динином в «Эдмонтон Ойлерз» в обмен на защитника Майкла Кесселринга и выбор на драфте НХЛ . По окончании сезона стал свободным агентом и перешёл в «Аризону Койотис», с которой 1 июля подписал двухлетний контракт на сумму $4,2 млн..

### Международная
Играл за молодёжную сборную на МЧМ-2011 и МЧМ-2012; в 2011 году в составе молодёжной сборной был обладателем бронзовых медалей.
Играл за сборную США на ЧМ-2013 и ЧМ-2017; в 2013 году стал обладателем бронзовых медалей.

## Статистика
| Легенда | Легенда                    | Легенда | Легенда                   | Легенда | Легенда    |
| ------- | -------------------------- | ------- | ------------------------- | ------- | ---------- |
| И       | Количество проведённых игр | Штр     | Штрафное время            | +/−     | Плюс-минус |
| Г       | Голы                       | П       | Голевые передачи          | О       | Очки       |
| -       | Статистика неизвестна      | —       | Статистика не учитывалась |         |            |